# South of England Championships
I South of England Championships, noti anche come Eastbourne International, sono stati un torneo di tennis facente parte del Grand Prix dal 1970 al 1973. Si giocava a Eastbourne nel Regno Unito su campi in erba. Nel 2009 il torneo di Eastbourne è stato reintrodotto nel circuito maggiore dell'ATP con il nome Eastbourne International.

## Albo d'oro

### Singolare
| Anno | Vincitore     | Finalista         | Punteggio   |
| ---- | ------------- | ----------------- | ----------- |
| 1972 | Andrés Gimeno | Pierre Barthes    | 7-5 6-3     |
| 1973 | Mark Cox      | Patrice Dominguez | 6-2 2-6 6-3 |

### Doppio
| Anno | Vincitori                     | Finalisti                               | Punteggio     |
| ---- | ----------------------------- | --------------------------------------- | ------------- |
| 1972 | Juan Gisbert Manuel Orantes   | Nicholas Kalogeropoulos Andrew Pattison | 8-6, 6-2      |
| 1973 | Ove Nils Bengtson Jim McManus | Manuel Orantes Ion Țiriac               | 6-4, 4-6, 7-5 |